# Thilachium pouponii
Thilachium pouponii là một loài thực vật có hoa trong họ Capparaceae. Loài này được Aubrév. & Pellegr. miêu tả khoa học đầu tiên năm 1951.